# Укргазпром
АТ «Укргазпром» — колишня державна компанія, яка була ліквідована у 1998 році, а її філії передано в Нафтогаз України.
Виробниче об'єднання переробки та транспортування газу та газового конденсату «Укргазпром» (ВО «Укргазпром») створене наказом Державного газового концерну «Газпром» від 25 грудня 1990 року, № 186.

## Історична довідка
Згідно зі статутом, затвердженим 14 жовтня 1991 р., об'єднання забезпечувало потреби господарства і населення України в природному газі, газовому конденсаті, продуктах переробки газу та іншій продукції з «високими споживчими властивостями і якістю при мінімальних витратах».
Основними видами діяльності об'єднання були: розвідування і розробка газових та нафтових родовищ, видобуток газу, нафти, газового конденсату, їх переробка та транспортування, проведення науково-дослідних, проектно-пошукових, дослідно-конструкторських, експериментальних, будівельно-монтажних робіт; в тому числі: будівництво та монтаж газопроводів високого та низького тиску по газифікації в сільських населених пунктах, виробництво товарів народного вжитку та надання послуг населенню, соціально-економічний розвиток газової галузі.
До складу виробничого об'єднання «Укргазпром» входили:
- Підприємства, що були юридичними особами і діяли на основі Закону «Про підприємства в Україні»:
  - (Ордена Трудового Червоного Прапору) трест бурових робіт «Укрбургаз» (м. Красноград)
  - Будівельно-монтажний трест «Укргазпромбуд» (м. Полтава)
  - Управління робітничого постачання ВО «Укргазпром» (м. Київ)
- Підприємства на правах структурних одиниць:
  - (Ордена Трудового Червого Прапору) управління магістральних газопровадів імені 50-річчя Жовтня «Львівтрансгаз» (м. Львів)
  - Управління магістральних газопровадів «Прикарпаттрансгаз» (м. Івано-Франківськ)
  - (Ордена Леніна) управління магістральних газопровадів «Харківтрансгаз» (м. Харків)
  - Управління магістральних газопровадів «Черкаситрансгаз» (м. Черкаси)
  - Управління магістральних газопровадів «Донецьктрансгаз» (м. Горлівка)
  - Полтавське газопромислове Управління «Полтавагазпром» (м. Полтава)
  - (Ордена Леніна) газопромислове Управління імені 50-річчя Жовтня «Шебелинкагазпром» (Червоний Донець, Харківська область)
  - Виробниче ремонтно-технічне управління по ремонту газокомпресарного, енерготеплотехнічного і технологічного обладнання «Укргазенергоремонт» (м. Боярка)
  - Шебелинське управління технологічного транспорту в селі Андріївка (Харківська область)
  - Госпрозрахункове управління виробничо-технічного обслуговування та комплектації (м. Київ)
  - Боярське управління зв'язку (м. Боярка)
  - Управління по забезпеченню паливними газами автомобільного транспорту «Київавтогаз» (м. Київ)
  - Одеський технікум газової та нафтової промисловості (м. Одеса)
  - Український науково-дослідний інститут природних газів «УкрНДІгаз» (м. Харків)
  - Нормативно-дослідна станція (м. Київ)
  - Кущовий інформаційно-обчислювальний центр (м. Київ)
  - Об'єднане диспетчерське управління (м. Київ)
- Підприємства, що були безпосередньо підпорядковані ВО «Укргазпром»:
  - Бердичівське лінійне виробниче управління магістральних газопроводів (м. Бердичів)
  - Боярське лінійне виробниче управління магістральних газопроводів (м. Боярка)
  - Диканське лінійне виробниче управління магістральних газопроводів (м. Диканька)
  - Красилівське лінійне виробниче управління магістральних газопроводів (м. Красилів)
  - Лубенське лінійне виробниче управління магістральних газопроводів (м. Лубни)
  - Олишевське лінійне виробниче управління магістральних газопроводів (м. Олишівка)
  - Сумське лінійне виробниче управління магістральних газопроводів (м. Суми)
  - Яготинське лінійне виробниче управління магістральних газопроводів (м. Яготин)
  - Солохівське виробниче управління підземного зберігання газу (село Водяна Балка, Полтавська область)
  - Червонопартизанське виробниче управління підземного зберігання газу (село Мрин, Чернігівська область)
  - Підсобне господарство у селі Ковганівка (Житомирська область)
  - Управління державного газового нагляду (м. Київ)

Після проголошення незалежності України, ВО «Укргазпром» було підпорядковано створеному Державному комітету по нафті і газу України (з 1995 року — Державний комітет нафтової, газової та нафтопереробної промисловасті України).
Наказом Державного комітету по нафті і газу України від 19 січня 1994 року за № 17 на виконання Указу Президента України від 15 червня 1993 року «Про корпоратизацію підприємств», з метою підвищення ефективності функціонування і розвитку системи газопостачання в умовах приватизації державної властності, впровадження ринкових відносин, на базі ВО «Укргазпром» створене Акціонерне товариство відкритого типу «Укргазпром».
На базі підприємств, структурних одиниць, відділень ВО «Укргазпром» були створені такі підрозділи АТ «Укргазпром»:
- дочірні підприємства:
  - «Харківтрансгаз»
  - «Львівтрансгаз»
  - «Прикарпаттрансгаз»
  - «Донбастрансгаз»
  - «Черкаситрансгаз»
  - «Шебелинкагазпром»
  - «Полтавагазпром»
  - «Укрбургаз»
  - «Укргазпромбуд»
  - «Укргазенергосервіс»
  - «Укргазтехзв'язок»
  - Український науково-дослідний інститут природних газів
  - Газтехавтотранс
  - Укргазпромкомплектсервіс
  - Укргазпромгеофізика

- філії:
  - Управління магістральних газопровадів (Сумське, Диканське, Лубенське, Яготинське, Олішевське, Боярське, Бердичівське, Красилівське)
  - Управління підземного зберігання газу (Мринське, Солохівське)
  - Управління «Київавтогаз»
  - Об'єднане диспечерське управління
  - Інформаційно-обчислювальний центр
  - Нормативно-аналітичний центр
  - Управління «Київгазкомпромсільбуд»
  - воєнізована протифонтанна частина «Лікво»

Протягом 1995—1998 років змін в структурі не було.
На виконання Указу Президента України від 25 лютого 1998 року № 151/98 «Про реформування нафтогазового комплексу України» і постанов Кабінету Міністрів України від 25 травня 1998 року № 747 "Про утворення Національної акціонерної компанії «Нафтогаз України», від 24 липня 1998 року № 1173 «Про розмежування функцій з видобування, транспортування, зберігання і реалізації природного газу», спільним наказом Державного комітету нафтової, газової та нафтопереробної промисловості України від 6 листопада 1998 року і Національної акціонерної компанії «Нафтогаз України» № 68/234 припинено діяльність АТ «Укргазпром» з 1 січня 1999 року у зв'язку з його реорганізацією шляхом поділу на дочірні компанії «Укртрансгаз», «Укргазвидобування», "Торговий дім «Газ України» та приєднання їх до Національної акціонерної компанії «Нафтогаз України».